# Hannasville
Hannasville är en census-designated place i Venango County i Pennsylvania. Vid 2010 års folkräkning hade Hannasville 176 invånare.